# أوليمبياهالي
القاعة الأولمبية (أو أوليمبياهالي) صالة رياضية متعددة الأستخدامات تقع في ميونخ ،ألمانيا. وهي جزء من الحديقة الأولمبية. افتتحت الصالة في 27 أغسطس 1972. وأقيمت منافسات كرة اليد والجمباز في هذة الصالة ضمن الألعاب الأولمبية الصيفية 1972. تُستخدم الصالة للحفلات الموسيقية أو الأحداث الرياضية أو المعارض أو المعارض التجارية. تتراوح سعة المقاعد الرسمية للصالة من 12500 إلى 15500.